# Le Chasseur de tempête
Pour les articles homonymes, voir Tempête (homonymie).
Le Chasseur de tempête  est un roman de fantasy jeunesse de Paul Stewart et Chris Riddell. C’est le second volume des Chroniques du bout du monde et de la trilogie de Spic.

## Résumé
Deux ans après Par-delà les Grands Bois, le protagoniste, Spic Verginix, est un membre à part entière de l'équipage du Chasseur de tempête, le bateau du pirate du ciel Quintinius Verginix, père de Spic. Quand une rencontre désastreuse avec un bateau des ligues force l'équipage à se débarrasser de son précieux chargement, le Loup des nues (nom de pirate de Quintinius) n'a pas d'autre choix que de retourner à Infraville et trouver un moyen de rembourser ses dettes. Pendant ce temps, à Sanctaphrax, le manque de phrax de tempête et de poussière de phrax menace la cité flottante qui risque de briser ses chaînes et de s'envoler dans le ciel infini. Contre la volonté du dignitaire suprême de Sanctaphrax, Vilnix Pompolnius (il a le monopole de la production de la poudre de phrax), un accord est conclu entre le Loup des nues, la mère Plumedecheval (pie-grièche) et le Professeur de lumière qui a pour but d'effacer les dettes du Loup des nues s'il revient à Sanctaphrax avec un coffre de phrax de tempête.
Bien que le Loup des Nues interdise à Spic de partir avec l’équipage pour ce dangereux voyage, ce dernier s’introduit à bord du Chasseur de tempête avec l’aide de Slyvo Split et de son complice Jobard. À l'approche d'une Grande Tempête (qui livrera son éclair de phrax), Split et Jobard sont tués car la mutinerie qu'ils prévoyaient d'accomplir échoue. La Grande Tempête est tellement violente que le Chasseur de tempête est endommagé. Les membres de l'équipage abandonnent le navire au-dessus de la Forêt de Clair-obscur, à l'exception du capitaine, qui mourra avec son navire. À l'atterrissage Spic réunit les membres de l'équipage et se prépare à prendre la relève de son père pour sa mission.
Bien que Spic s'efforce de maintenir son équipage en bonne santé dans la Forêt de Clair-obscur, Tom Guelardeau et Strope Dendacier deviennent tous les deux fous et se perdent à jamais dans la forêt.
Spic et les autres membres d'équipage atteignent enfin le Bourbier, où ils rencontrent Laïus Fauche-orteil, un ancien chevalier de Sancatphrax parti des années auparavant à la chasse à la tempête et devenu fou (il coupe les orteils de ceux qui veulent traverser le Bourbier, récupère les grains de phrax qui y sont accrochés et les enferme dans un coffre). Après avoir tué Hubby et Lapointe, deux membres de l'équipage, Laïs est tué par Spic. Le Professeur de lumière meurt également en tombant dans un lac de boue.
Spic et le Pilote de pierre reconstruisent ensuite le vieux navire de Laïs, échoué dans le Bourbier et ils trouvent le coffre de Laïus. Avec ce coffre rempli de phrax de tempête, ils retournent à Sanctaphrax pour le mettre dans la salle du trésor et renverser Vilnix Pompolnius. À la fin de l’histoire Spic cherche seul un nouvel équipage et sur les instructions de l’oiseauveille (celui que Spic a vu naître), parcourt toute la Falaise à la recherche du Loup des Nues.